# 中国共产党呼和浩特市委员会
中国共产党呼和浩特市委员会（西里尔文：Дундад улсын коммунист намын Хөххотын хороо），简称（中共）呼和浩特市委，是中国共产党在内蒙古自治区呼和浩特市的地方组织，成立于1954年4月，由中国共产党呼和浩特市代表大会选举产生，在代表大会闭会期间领导呼和浩特市的党务工作，执行中共内蒙古自治区党委及市党代会的指示及决议精神。现任中共呼和浩特市委书记是包钢，系内蒙古自治区党委常委。